# Tomas Brand
Tomas Brand, Geburtsname Håkan Isacsson, (* 17. Januar 1968 in Gävle, Provinz Gävleborgs län) ist ein schwedischer Pornodarsteller und Model.

## Leben
Brand wuchs in Gävle auf. Er besuchte dort die Borgarskolan Gävle, eine weiterführende Schule. Im Alter von 22 Jahren zog er nach Stockholm. Von 1991 bis 1992 besuchte er die Bildungseinrichtung Komvux Sundbyberg, eine Schule für Erwachsenenbildung, wo er Kurse in Betriebswirtschaftslehre belegte. Er studierte dann 1996 bis 1997 Immobilienwirtschaft am FEI Företagsekonomiska Institutet. Später erwarb er Zertifikate in Konzernbuchführung und Business Management und machte einen Abschluss als Controller. Seit 1990 ist er in Vollzeit bei verschiedenen Unternehmen der Immobilienwirtschaft im Stockholmer Wirtschaftsraum als Wirtschaftsökonom und Immobilienökonom tätig. Daneben arbeitete er als Laufsteg-Model und als Model für Print-Werbung. Mehrfach wurde er als Model für das internationale Fetisch-Magazin Wings verpflichtet, u. a. als Cover-Model für die Erstausgabe.
Brand übt trotz seiner Porno-Karriere seinen ursprünglichen Beruf weiterhin in Vollzeit aus. Angebote für Porno-Drehs übernimmt er nur, wenn sie zeitlich mit seiner Berufstätigkeit abzustimmen sind.
Im Dezember 2009 heiratete er seinen schwedischen Lebensgefährten Logan Rogue (bürgerlich: Mattias Löfstrand). Rogue arbeitete ebenfalls als Pornodarsteller und wurde von Brand u. a. an verschiedene Studios vermittelt. Gemeinsam mit Rogue modelte Brand auch für die schwedische Supermarktkette Coop Daglivs. Ihre letzten gemeinsamen Twitter-Posts erfolgten im Juni 2015. Brand und Rogue trennten sich Mitte 2015. Die Ehe wurde mittlerweile geschieden. Ab Anfang 2016 war Brand mit Angelo Di Luca liiert, der zeitweise als Internet-Model tätig war. Ihre Beziehung machten sie auch auf ihren Twitter-Accounts bekannt, wo sie sich gegenseitig als „Boyfriends“ bezeichneten. Ihre gemeinsamen Twitter-Posts endeten Anfang 2018. In einem Interview vom Dezember 2023 gab Tomas Brand an, nach über 30 Jahren, in denen er in heterosexuellen und homosexuellen Beziehungen lebte, wieder Single zu sein.
Sein öffentliches Coming-out hatte Brand erst im Alter von 37 Jahren. Seine Ex-Frau aus einer früheren heterosexuellen Beziehung und seine zwei Kinder leben in Schweden. Mit Rücksicht auf seine Ex-Familie behandelt Brand in Schweden seine Tätigkeit als Pornodarsteller sehr diskret und äußert sich darüber nur selten in der Öffentlichkeit. Brand lebt im Großraum Stockholm.

## Karriere

### Studios
Brand arbeitete als Pornodarsteller für alle großen US-amerikanischen, britischen und europäischen Studios für schwule Pornografie, u. a. für Raging Stallion, Lucas Entertainment, Lucas Kazan, Cazzo Film, MenAtPlay und Men.com.
In seinen Filmen übernahm er aktive und passive Oralsex-Szenen und übte auch Analsex aus, wobei er zunächst schwerpunktmäßig als „Top“, d. h. in der aktiven Rolle, gelegentlich aber auch als „Bottom“, d. h. in der passiven Rolle, eingesetzt wurde. Innerhalb weniger Jahre entwickelte sich Brand dann zu einem vielbeschäftigten Porno-Darsteller, insbesondere im „Versatile“-Bereich, in dem sich aktive und passive Rolle abwechseln.

### Anfänge in den USA
Brands Karriere als Pornodarsteller begann erst spät, mit Mitte vierzig. Im März 2012 erhielt er über das Portal DudesNude.com, bei dem er registriert war, von dem US-Pornodarsteller und Regisseur Steve Cruz eine Anfrage, ob er Interesse hätte, als Pornodarsteller zu arbeiten. Frühere Angebote hatte Brand bis dahin stets abgelehnt, obwohl er schon lange den Wunsch hatte, als Pornodarsteller vor der Kamera zu stehen. Im Juli 2012 flog er gemeinsam mit seinem damaligen Ehemann Logan Rogue für die Dreharbeiten nach San Francisco. Ursprünglich plante Brand nach seiner Zusage an Cruz nur die Mitwirkung in drei Szenen für drei verschiedene US-amerikanische Filme. Er erhielt dann jedoch Anfragen von mehreren weiteren Studios und setzte seine Karriere fort.
Als Pornodarsteller stand er im Sommer 2012 erstmals für den Raging-Stallion-Streifen The Woods (Veröffentlichung: Januar 2013) vor der Kamera. Sein Partner war Trenton Ducati. Brand spielte in seiner Szene einen geheimnisvollen nackten Fremden, der den Park Ranger (Ducati) nachts in seiner Hütte aufsucht und mit ihm in einer „über-natürlichen“ Situation Sex hat.
Brand drehte dann in den Vereinigten Staaten für Raging Stallion noch Szenen für die Filme Never Enough (Veröffentlichung: Oktober 2012) und Stripped 2: Hard for the Money (Veröffentlichung: Januar 2013). In Never Enough war er in der fast 30-min. Eröffnungsszene des Films gemeinsam mit seinem damaligen Ehemann Logan Rogue zu sehen. Brand und Rogue wurden als nackte, leidenschaftliche Liebhaber präsentiert, die beide ihren Ehering trugen. In Stripped 2: Hard for the Money hatte er eine Threesome-Szene mit Rogue und Fabio Stallone.

### Men.com und MenAtPlay
Zwischen April und September 2013 erschienen dann bei dem Internet-Pornolabel Men.com drei Szenen mit Brand, u. a. mit Paddy O’Brian; in einer Szene (mit dem Titel Wanting) stand er wieder mit seinem damaligen Ehepartner Logan Rogue gemeinsam vor der Kamera. Weitere Szenen mit Brand wurden zwischen April und November 2013 bei dem auf Anzüge spezialisierten britischen Porno-Label MenAtPlay veröffentlicht. Brand ist dort in insgesamt 7 Szenen zu sehen, in einer Solo-Szene und sechs Hardcore-Szenen; in einer Szene (Deep Love) ist sein damaliger Ehemann Logan Rogue sein Partner.

### Lucas Entertainment
Seit Anfang 2013 arbeitet Brand regelmäßig für Lucas Entertainment. Brand wirkte für Lucas Entertainment mittlerweile in etwa 50 Filmen und etwa 70 Szenen mit. Er arbeitete für das Studio u. a. mit den Darstellern Michael Lucas, Dato Foland, Rocco Steele, Massimo Piano und Adam Killian.
Sein Kamera-Debüt bei Lucas Entertainment gab Brand in der im Juli 2013 veröffentlichten Produktion Bangers & Ass in einer Duo-Szene mit Scott Carter. In British Pounds (Veröffentlichung: Februar 2013) spielte er, mit Dean Monroe als Partner, den Inhaber einer Kfz-Reparaturwerkstatt, der sich seine Mechanikerdienste mit Sex bezahlen lässt. In Gentlemen 7: Undress for success (Veröffentlichung: April 2013), einem Pornofilm aus der auf Männer in Anzügen spezialisierten Lucas-Entertainment-Serie Gentlemen, spielte er einen Vorgesetzten, der seinen neuen Angestellten nach Feierabend zum Sex bittet.
In dem Film Bareback Lovers (Veröffentlichung: November 2013), der echte Paare („Real-Life Couples“) vorstellte, war Brand, an der Seite seines damaligen Ehemanns Logan Rogue, erstmals in einer Bareback-Szene zu sehen. In der Folgezeit drehte Brand ausschließlich Bareback-Szenen. Brand war bei Lucas Entertainment in Duo-Szenen, in verschiedenen Threesomes und auch in mehreren Bareback-Gruppenszenen und Orgien zu sehen. In dem Film Raw Threeway (Veröffentlichung: Oktober 2015), der im Juni 2015 in Berlin gedreht worden war, stand Brand zum letzten Mal gemeinsam mit Logan Rogue vor der Kamera; beide spielten in einem Threesome mit dem Latino-Darsteller Drae Axtell.
Im Juli 2016 erschien bei Lucas Entertainment der Film Bareback Rematch, in der Brand als Top und Bottom in einer Bareback-„Flip-Flop“-Szene mit dem Porno-Star Adam Killian zu sehen ist. Im September 2016 veröffentlichte Lucas Entertainment unter dem Titel The Tomas Brand Collection eine DVD mit etwa 160 Min. Spielzeit mit Brands besten Szenen aus seinen früheren Filmen. Im März 2017 veröffentlichte Lucas Entertainment, nach einer längeren Auszeit Brands, eine neue Szene mit Brand, erstmals mit seinem neuen Lebensgefährten Angelo Di Luca. Im April 2017 erschien eine weitere Szene mit Brand im Rahmen der „Auditions“-Reihe. Ende Mai 2017 erschien bei Lucas Entertainment eine Outdoor-Szene von Brand mit dem „Newcomer“ Devin Franko. Im August und September 2017 wurden weitere Szenen mit Brand bei Lucas Entertainment veröffentlicht, diesmal mit zwei US-amerikanischen Newcomern im Porno-Business (Shawn Reeve, Cody Winter). Außerdem wurde im August 2017 eine weitere Fotostrecke mit Farb- und Schwarzweißfotos von Brand veröffentlicht, in der er als „King of All Muscle Daddies“ vermarktet wurde.
Im Oktober 2017 war Brand im Pornofilm Must Seed TV zu sehen, einer Sitcom-Parodie. Im November 2017 veröffentlichte Lucas Entertainment aus dem Film Bareback Auditions 09: Eager To Please eine weitere Szene mit Brand, in der er als aktiver und passiver Darsteller präsentiert wurde.
Im „Christmas-Special“ des Studios verkörperte Brand, als „King of All Muscle Daddies“ vermarktet, im Dezember 2017 die Figur des Santa Claus. Im April 2018 veröffentlichte Lucas Entertainment eine weitere Szene mit Brand aus dem Film Fag Fuckers. Im Juli 2018 erschienen drei weitere Szenen mit Brand aus den Filmen Fag Fuckers und Daddy’s Good Boy bei Lucas Entertainment: ein Doppel-Feature mit dem kanadischen Pornodarsteller Manuel Skye und eine weitere Threesome-Szene. Im Januar/Februar 2019 wurden bei Lucas Entertainment zwei weitere Szenen mit Brand online veröffentlicht, die im September 2018 in Spanien in der Nähe von Barcelona gedreht wurden. Im September 2018 und Februar 2019 drehte Brand weitere Szenen für Lucas Entertainment in Spanien und Mexiko. Im April 2019 wurde bei Lucas Entertainment eine weitere Duo-Szene mit Brand neu veröffentlicht, die allerdings bereits im März 2018 in Spanien gedreht worden war. Ende Juni 2019 wurden bei Lucas Entertainment zwei weitere Szenen mit Brand veröffentlicht, die Anfang 2019 in San Miguel de Allende in Mexico gedreht worden waren. Im Juni 2019 und im September 2019 drehte Brand, im Alter von mittlerweile 51 Jahren, weitere Szenen für Lucas Entertainment in Sitges, Spanien, und auf Fire Island in den USA. Im September und Oktober 2019 wurden zwei neue Szenen mit Brand veröffentlicht. Die mit Brand im September 2019 auf Fire Island gedrehten Szenen wurden im November und Dezember 2019 in den beiden Filmen Barebacking In Public und Daddy’s Dirty Secret bei Lucas Entertainment veröffentlicht. Ende Januar 2020 veröffentlichte Lucas Entertainment die im Juni 2019 in Spanien gedrehte „Daddy-Boy“-Szene mit Tomas Brand, in der Max Adonis sein Partner war. Mitte März 2020 erschien bei Lucas Entertainment eine weitere Szene mit Brand, in der der langjährige Porno-Darsteller Jesse Santana sein Partner war. Ende Juli 2020 veröffentlichte Lucas Entertainment eine weitere Dreier-Szene mit Tomas Brand aus dem Film Daddy’s In Charge. Ende September 2020 veröffentlichte Lucas Entertainment eine weitere Duo-Szene mit Tomas Brand und dem russischen Pornodarsteller Andrey Vic aus dem Film Anal Trashers. Im September 2020 stand Brand außerdem in einer Europa-Produktion für zahlreiche weitere Szenen von Lucas Entertainment vor der Kamera. Im Oktober 2020 folgte bei Lucas Entertainment eine weitere Dreier-Szene mit Brand, Quality Time With Daddy, mit der er erneut in seinem „Muscle Daddy“-Image vermarktet wurde. Im Dezember 2020 war Brand bei Lucas Entertainment in drei neuen, im September 2020 gedrehten Szenen zu sehen, in denen er erneut in der auf Anzüge spezialisierten „Gentlemans“-Reihe des Studios eingesetzt wurde und erneut, wie bereits 2017, für die Weihnachtsproduktion vor der Kamera stand.
Ende März/Anfang April 2021 veröffentlichte Lucas Entertainment aus dem neuen Film Open Up For Daddy zwei weitere Szenen mit Tomas Brand, die ebenfalls im September 2020 während der Europa-Produktion des Studios gedreht worden waren, und in denen Brand jeweils im pornografischen Rollentypus des „Stepdaddy“ besetzt wurde. Im Mai 2021 veröffentlichte Lucas Entertainment mit dreijähriger Verzögerung für den Film Daddy’s Bitch Boys eine weitere Szene mit Brand, die 2018 in Spanien gedreht worden war.
Im Mai 2021 stand Brand im Alter von 53 Jahren in Puerto Vallarta, Mexiko, für Lucas Entertainment für mehrere neue Szenen vor der Kamera.
Im Juli 2021 veröffentlichte Lucas Entertainment zwei ältere Szenen mit Tomas Brand, eine Duo- und eine „Dreier“-Szene, die im Juni 2019 in Sitges (Spanien) und im September 2020 in Großbritannien gedreht wurden. Im August 2021 wurde eine weitere aktuelle „Dreier“-Szene von Tomas Brand mit dem britischen „Newcomer“ Craig Marks veröffentlicht, die im Mai 2021 in Puerto Vallarta (Mexiko) gedreht worden war. Im November 2021 erschienen bei Lucas Entertainment drei weitere Szenen mit Tomas Brand, die ebenfalls im Mai 2021 in Puerto Vallarta (Mexiko) gedreht worden waren, und bei denen u. a. die beiden „Newcomer“ Lex Vargas (Peru) und Kosta Viking (Italien) seine Partner waren.
Im November 2021 stand Brand, mittlerweile im Alter von fast 54 Jahren, in Puerto Vallarta (Mexiko) für eine weitere Lucas Entertainment-Produktion vor der Kamera. Im Dezember 2021 war Brand gemeinsam mit dem portugiesischen Porno-Star Sir Peter (bürgerlich: Miguel Teixeira) in einer Duo-Szene von Lucas Entertainment zu sehen. Die mit Brand Ende 2021 gedrehten fünf Duo- und Dreier-Szenen wurden im April/Mai 2022 bei Lucas Entertainment in vier Filmen veröffentlicht.
Im Juni 2022 stand Brand für eine weitere Produktion von Lucas Entertainment in Puerto Vallarta (Mexiko) erneut vor der Kamera. Weitere Szenen mit Brand, eine Duo-Szene mit dem langjährigen Porno-Star Rafael Carreras und eine Vierer-Orgie, erschienen bei Lucas Entertainment im September 2022 und im November 2022. Im November 2022 gehörte Brand im Alter von fast 55 Jahren in Puerto Vallarta (Mexiko) zu einem etwa 30-köpfigen Darsteller-Ensemble für weitere Lucas Entertainment-Produktionen. Weitere Duo-Szenen und eine Dreier-Szene, in denen Brand abwechselnd die aktive und passive Rolle übernahm, wurden im Dezember 2022, im Januar 2023 und im April 2023 veröffentlicht. Nach einer längeren Pause erschienen von Januar 2024 bis Juni 2024 insgesamt sechs weitere Szenen mit Tomas Brand, darunter die im November 2022 in Puerto Vallarta (Mexiko) gedrehte Dreier-Szene mit den internationalen Latino-Pornodarstellern Alam Wernik (Brasilien) und Nico Zetta (Argentinien).
Im April 2024 stand Brand für eine weitere Lucas Entertainment-Produktion, die in Torremolinos/Málaga gedreht wurde, im Alter von 56 Jahren erneut vor der Kamera. Anfang Oktober 2024 erschien der Film Masculine Physiques. Ende Oktober 2024 folgte der Film Lustful Temptations, in dem Brand auch wieder einmal in der passiven Rolle zu sehen war. Im Dezember 2024 veröffentlichte Lucas Entertainment eine weitere Szene mit Tomas Brand, in der er erneut in der auf Anzüge spezialisierten „Gentlemans“-Reihe des Studios eingesetzt wurde.
Von Brand wurden zunächst auch zwei Filme bei Lucas Raunch veröffentlicht, dem Fetisch-Label des Studios, in denen er jeweils in Pissing-Szenen zu sehen war. In London Showers (Veröffentlichung: März 2013) war der israelische Porno-Star Jonathan Agassi sein Partner; in Raw Piss (Veröffentlichung: März 2015) dann Toby Dutch. Im Oktober 2017 und Februar 2019 erschienen weitere Fetisch-Szenen mit Brand, jeweils mit Sexspielzeug im Mittelpunkt. Zwischen Dezember 2021 und November 2023 erschienen mit Brand auch insgesamt sechs Szenen auf der von Lucas Entertainment betriebenen Porno-Webseite RawAlphaMales.com, in der die Sex-Szenen aus unterschiedlichen Perspektiven ohne Kamera-Team gefilmt und ungeschnitten veröffentlicht werden.

### Weitere Studios
In der britisch-schwedischen Produktion Men of the World: Stockholm, die teilweise in Stockholm gedreht wurde und Ende 2013/Anfang 2014 beim Label Alpha Male/Eurocreme veröffentlicht wurde, ist Brand ebenfalls mit seinem damaligen Ehemann Logan Rogue in einer Sex-Szene mit Interview zu sehen, in dem beide auch kurz auf Schwedisch zu hören sind. Brands und Rogues Szene soll in ihrem gemeinsamen Apartment in Stockholm gedreht worden sein.
Für das Berliner Porno-Label Cazzo Film spielte Brand in dem 2014 veröffentlichten Streifen Fuck Crazy gemeinsam mit Logan Rogue und dem deutschen Pornodarsteller Hans Berlin. Im Herbst 2014 wurde bei dem italienischen Porno-Label Lucas Kazan eine romantische, in Sizilien gedrehte Sex-Szene mit Brand und Raul Korso als Partner veröffentlicht.

## Rollen-Image und Vermarktung
Brand wurde von den Studios, für die er arbeitete, intensiv vermarktet. Mehrfach wurde er bei der DVD-Veröffentlichung der Filme als Cover-Model, meist mit erigiertem Penis, ausgewählt. Seinem Alter entsprechend wurde Brand im Rollen-Typus als „Daddy“ oder „Muscle Daddy“ eingesetzt und in Kritiken und Werbetexten auch so tituliert. Mehrfach wurde Brand auch als „Ultimate Muscle Daddy“ bezeichnet.
Bei Brands Einstieg ins Pornogeschäft wurde insbesondere seine Beziehung und Ehe mit Logan Rogue in den Mittelpunkt gestellt. Einen Höhepunkt stellte hierbei Ende 2013 das gemeinsame Bareback-Video bei Lucas Entertainment dar. Brand und Logue galten „als eines der bekanntesten Paare im Bereich schwuler Pornografie“ und wurden als „Gay Porn Power Couple“, als „Swedish Mega-Hunks“, als „Married Couple“, „Real-Life Couple“, „Real-Life Boyfriends“ oder „Real-Life Husbands“ angekündigt; ihre Beziehung wurde als „loving marriage“ präsentiert.
Lucas Entertainment bezeichnete Brand mehrfach als „King of All Muscle Daddies“, als „Master Top“, als „Dream Top“ und als „Darsteller-Veteranen, der niemals enttäuscht“ („veteran gay porn star who never disappoints“).
Im Oktober 2014 gab es im Blog von Lucas Entertainment eine Serie mit dem Titel Tomas Brand’s Six Best Gay Sex Scenes on Lucas Entertainment („Tomas Brands sechs beste schwule Sexszenen bei Lucas Entertainment“).
Im Mai 2015 erhielt Brand, gemeinsam mit seinem damaligen Ehemann Logan Rogue, einen Exklusiv-Vertrag bei Lucas Entertainment und wurde fortan immer als „Lucas Entertainment Exclusive“ beworben. Mehrfach verkaufte Lucas Entertainment getragene Unterwäsche und Bademode von Brand im Lucas Store in der Sektion „Dirty Hamper“. 2019 vermarktete Lucas Entertainment Brand als „Muscle Daddy King“ und veröffentlichte den Film Tomas Brand: Muscle Daddy King, bei dem Brand mit seinem Namen Titelgeber und Darsteller war.
2015 war Brand unter den Top Ten der schwulen Pornodarstellern mit den meisten Twitter-Followern. Aktuell (Stand: Januar 2024) hat Brand fast 335.000 Follower auf Twitter. 2017 wurde er bei den Grabby Awards in der Kategorie „Hottest Top“ für einen Solo-Award nominiert. Bei den HustlaBall Awards 2017 gewann er den Darstellerpreis in der Kategorie „Best Top“. Für die GayVN Awards 2018 war er in der Kategorie „Favorite Daddy“ nominiert. Brand wurde außerdem bei den Prowler European Porn Awards in den beiden Kategorien „Best European Top“ und „Best European Daddy“ nominiert. Bei den Grabby Awards war er 2018 in der Kategorie „Hottest Body“ für einen Solo-Award nominiert.
Bei den Prowler European Porn Awards war Brand 2019 in insgesamt vier Kategorien als „Best European Top“, „Hottest European Porn Star“, „Best European Daddy“ und für die „Best European Scene“ nominiert. Brand gewann die Solo-Auszeichnung als „Best European Daddy“. Für die XBIZ Europa Awards 2019, die im September 2019 in Berlin verliehen wurden, wurde er im August 2019 in der Kategorie „Gay Performer of the Year“ nominiert. Bei den GayVN Awards 2020 wurde er in der Kategorie „Favorite Daddy“ nominiert. Bei den Prowler Awards wurde Brand 2020 erneut in der Kategorie „Best European Daddy“ nominiert.
2021 wurde er bei den Grabby Awards America als bester Darsteller in den Kategorien „Hottest Top“ und „Hottest Daddy“ und bei den Grabby Awards Europe in den Kategorien „Best Daddy“, „Best Top“ und „Most Acomplished International Pornstar“ nominiert. Für die XBIZ Europa Awards 2021 wurde Brand als bester Darsteller in der Kategorie „Gay Performer of the Year“ nominiert. 2022 wurde er bei den Grabby Awards Europe in insgesamt fünf Kategorien nominiert: „Most Accomplished International Pornstar“, „Pornstar Of The Year“, „Best Versatile Performer“, „Best Daddy“ und „Best Top“. Bei den XBIZ Europa Awards 2022 wurde Brand, wie bereits im Vorjahr, erneut als bester Darsteller in der Kategorie „Gay Performer of the Year“ nominiert. 2023 wurde er bei den Grabby Awards Europe erneut in insgesamt vier Kategorien nominiert: „Most Accomplished International Pornstar“, „Best Couple“ (gemeinsam mit portugiesischen Porno-Darsteller Sir Peter), „Best Daddy“ und „Best Top“. 2024 wurde er bei den Grabby Awards Europe in den Kategorien „Best Daddy“ und „Best Versatile Performer“ erneut nominiert.
Anfang 2024 nahm Brand nach längerer Auszeit die Aktivitäten auf seinem OnlyFans-Account wieder auf.

## Filmografie (Auswahl)
- 2012: Never Enough (Raging Stallion)
- 2013: The Woods Part One (Raging Stallion)
- 2013: Stripped 2: Hard for the Money (Raging Stallion)
- 2013: British Pounds (Lucas Entertainment)
- 2013: London Showers (Lucas Raunch)
- 2013: Gentlemen 7: Undress for Success (Lucas Entertainment)
- 2013: Bangers & Ass (Lucas Entertainment)
- 2013: Bareback Lovers (Lucas Entertainment)
- 2013: Men of the World: Stockholm (Alpha Male/Eurocreme)
- 2014: Fuck Crazy (Cazzo Film)
- 2014: Adam Killian’s Raw Wet Dream (Lucas Entertainment)
- 2014: BB Party @ My Place (Lucas Entertainment)
- 2014: Raw Double Pentrations 2 (Lucas Entertainment)
- 2014: Dato Foland’s Bareback Premiere (Lucas Entertainment)
- 2015: Uncut Raw Lovers (Lucas Entertainment)
- 2015: Raw Piss (Lucas Raunch)
- 2015: Rocco Steele’s Breeding Party (Lucas Entertainment)
- 2015: Drew Sebastian’s Raw Seduction (Lucas Entertainment)
- 2015: Michael Lachlan: Raw Aussie Stud (Lucas Entertainment)
- 2015: Raw Threeway (Lucas Entertainment)
- 2015: Raw Meat Packers (Lucas Entertainment)
- 2016: Gentlemen 16: Professionally Pounded (Lucas Entertainment)
- 2016: Barebacking Abroad (Lucas Entertainment)
- 2016: Nutt in the Butt (Lucas Entertainment)
- 2016: Bareback Rematch (Lucas Entertainment)
- 2016: Bareback Auditions 04: Raw Recruits (Lucas Entertainment)
- 2016: The Tomas Brand Collection (Lucas Entertainment)
- 2016: Whore for More (Lucas Entertainment)
- 2017: Bareback Boyfriends & Bros (Lucas Entertainment)
- 2017: Bareback Auditions 6 (Lucas Entertainment)
- 2017: Raw DILFs (Lucas Entertainment)
- 2017: Bareback Auditions 06 (Lucas Entertainment)
- 2017: Bottom Boy Bitches (Lucas Entertainment)
- 2017: Bareback Auditions 08: Fresh Additions (Lucas Entertainment)
- 2017: Must Seed TV (Lucas Entertainment)
- 2017: Bareback Auditions 09: Eager To Please (Lucas Entertainment)
- 2017: Bareback Christmas (Lucas Entertainment; Einzelszene, Online-Veröffentlichung)
- 2018: Fag Fuckers (Lucas Entertainment)
- 2018: Daddy’s Good Boy (Lucas Entertainment)
- 2019: Daddies and Bros Raw (Lucas Entertainment)
- 2019: Uncut in The Great Outdoors (Lucas Entertainment)
- 2019: Fulfilling Daddy’s Needs (Lucas Entertainment)
- 2019: Daddy’s Forbidden Lust (Lucas Entertainment)
- 2019: Tomas Brand: Muscle Daddy King (Lucas Entertainment)
- 2019: Barebacking In Public (Lucas Entertainment)
- 2019: Daddy’s Dirty Secret (Lucas Entertainment)
- 2020: Screwing On The Sly (Lucas Entertainment)
- 2020: Enduring Daddy’s Discipline (Lucas Entertainment)
- 2020: Daddy’s In Charge (Lucas Entertainment)
- 2020: Anal Trashers (Lucas Entertainment)
- 2020: Quality Time With Daddy (Lucas Entertainment)
- 2020: Gentlemen 29: Servicing The CEO (Lucas Entertainment)
- 2020: Daddy’s Holiday Surprise (Lucas Entertainment)
- 2021: Open Up For Daddy (Lucas Entertainment)
- 2021: Daddy’s Bitch Boys (Lucas Entertainment)
- 2021: Battered Boy Holes (Lucas Entertainment)
- 2021: Bareback Auditions 13: New Faces, New Wood (Lucas Entertainment)
- 2021: Boyfriends And Cheaters (Lucas Entertainment)
- 2021: Daddy And His Admirers (Lucas Entertainment)
- 2021: Busting Some Ass (Lucas Entertainment)
- 2021: Butch And Bottoming (Lucas Entertainment)
- 2022: Pounded By Papi (Lucas Entertainment)
- 2022: Banging And Breeding (Lucas Entertainment)
- 2022: Macho Daddy Meat (Lucas Entertainment)
- 2022: Dominated Gay Cuckolds (Lucas Entertainment)
- 2022: High Caliber Cocks (Lucas Entertainment)
- 2022: Big Bare Cocks (Lucas Entertainment)
- 2022: Chasing Some Dick (Lucas Entertainment)
- 2023: Slam That Ass (Lucas Entertainment)
- 2023: Bareback Auditions 23: Fucked Silly (Lucas Entertainment)
- 2023: Studs In The Sack (Lucas Entertainment)
- 2024: Eager For Anal (Lucas Entertainment)
- 2024: Seriously Stretched Holes (Lucas Entertainment)
- 2024: Penetrated And Pounded (Lucas Entertainment)
- 2024: Wrecking Both Holes (Lucas Entertainment)
- 2024: Bareback Auditions 25: Hot And Eager (Lucas Entertainment)
- 2024: Tight, Warm, And Ready (Lucas Entertainment)
- 2024: Masculine Physiques (Lucas Entertainment)
- 2024: Lustful Temptations (Lucas Entertainment)
- 2024: Gentlemen 35: Bedroom Bosses (Lucas Entertainment)
- 2025: Max Arion Unleashed (Lucas Entertainment)